# Симао, Тосио
Тосио Симао (яп. 島尾 敏雄 Симао Тосио, 18 апреля 1917 — 12 ноября 1986) — японский писатель
, литературный критик, один из крупнейших литераторов-модернистов Японии XX века. Лауреат ряда литературных наград.
В числе основных тем произведений — сны, война, безумие, повседневность семейной жизни. Работы зрелого периода отличаются тонким вкраплением сюрреалистических образов в автобиографичное описание обыденности, способствуя трансценденции последней. Ранние произведения подчёркнуто экспериментальны, структурно зачастую построены на логике снов. Наибольшую известность получил цикл рассказов «Жало смерти» (яп. 死の棘). Помимо художественной литературы, творческое наследие Симао включает дневники снов, культурологические исследования южных островов Японии («Японезии», по его собственной терминологии), литературную критику.

## Биография

### Детство, юность, университетские годы
Родился в пригороде Йокогамы. Рос в большой семье: сам Симао был первенцем, позднее родились ещё три брата и две сестры. В 1924 году пошёл в среднюю школу там же в Йокогаме. В связи с Великим землетрясением Канто был переведён в другую школу в префектуре Хёго в ноябре 1925 года. Уже в младших классах стал проявлять интерес к литературе и участвовать в школьных литературных кружках и журналах.
В 1930 году начал учёбу в Торговой школе Кобе. После её окончания в 1935 году провёл год, готовясь к дальнейшим вступительным экзаменам и продолжая пробовать себя в литературе, активно участвуя в деятельности различных додзинси. К одному из них, называвшемуся «LUNA» (выходил под редакцией поэта Масао Накагири), он примкнул, уже учась в Торговом училище Нагасаки, куда поступил в апреле 1936 года. Учась на втором курсе, Симао написал своё первое законченное произведение, озаглавленное «XIV век» (十四世紀), которое однако не было допущено к печати цензурой Министерства внутренних дел Японии. К этому же периоду относится увлечение Симао русской литературой и изучение русского языка: настольными книгами того времени для него стали произведения Достоевского, Пушкина, Лермонтова и Гоголя.
После окончание училища в марте 1939 года Симао некоторое время ещё продолжал там же своё образование на отделении международной торговли. Летом того же года в рамках курируемого газетой «Майнити симбун» проекта Симао в составе группы студентов посетил филиппинский остров Лузон, а затем и Тайвань. С октября 1939 года Симао стал участвовать в выпускавшемся в Фукуоке додзинси, в состав которого входили Хироюки Агава, Курэо Манабэ, Таро Нака и другие ставшие впоследствии видными литераторы.

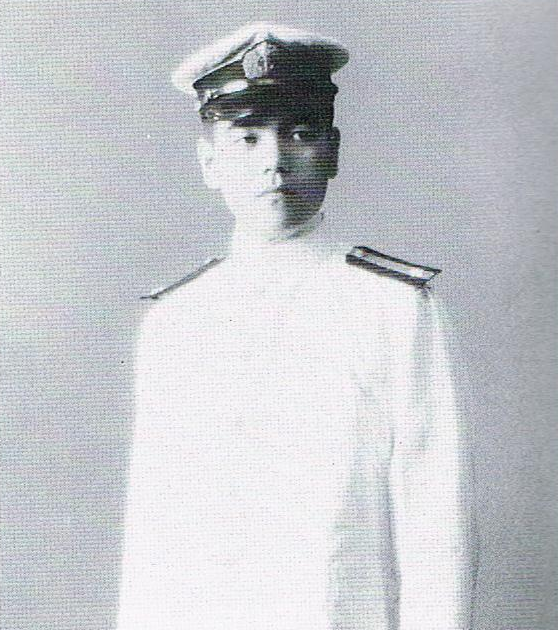
Тосио Симао в молодости

В 1940 году Симао поступил на экономическое отделение факультета права и литературы Университета Кюсю. В следующем году после успешной сдачи экзаменов был переведён на отделение гуманитарных наук того же факультета, где начал специализироваться на истории Дальнего Востока. В университетские годы сблизился с Дзюндзо Сёно, учившимся там же, курсом младше. В 1943 году, досрочно завершив университетский курс, поступил в подготовительную школу, выпускники которой должны были составлять резерв военно-морского флота Японии. Тогда же на собственные средства Симао издал свою первую книгу «Детские годы» (幼年期, вышла тиражом 70 экземпляров), а также сблизился с поэтом Сидзуо Ито, через тесно общавшегося с ним Сёно. Связь с Ито и близким ему кругом авторов Симао сохранял и в первые послевоенные годы, в частности как участник додзинси «Свечение» (光耀), куда помимо того же Сёно входили Юкио Мисима и поэт Фудзима Хаяси.

### Военная служба
Во время Тихоокеанской войны в 1944 году был в качестве командира эскадры лодок-камикадзе синъё направлен на острова Амами в составе японского штурмового отряда специального назначения. Не успел принять участие в боевых действиях и остался жив, благодаря окончанию войны.

### Послевоенные годы
После окончания войны Симао по распределению некоторое время преподавал в начальной школе на Амами, тогда же женился на Михо Симао. Затем переехал вместе с семьёй в Кобе, где стал работать в Университете иностранных языков. Там же вместе с Масахару Фудзи выпускал додзинси «Викинг». После перебрался в Токио, где вместе с философом Такааки Ёсимото, критиком Такэо Окуно и поэтом Такаюки Киёока основал журнал «Современная критика» (現代評論). Жизнь в Токио, однако, резко оборвалась из-за тяжёлой душевной болезни супруги Симао, вызванной его супружеской неверностью. В попытке искупления Симао сначала поселился вместе с Михо в психиатрической лечебнице, а затем, следуя её просьбе, принял решение вернуться на Амами.

### Жизнь на Амами
Вернувшись на Амами, Симао продолжил совмещение литературной деятельности с педагогической. Под влиянием Михо и её родственников, исповедовавших католицизм, в 1956 году Симао принял крещение в Церкви Сердца Господня на Амами (в крещении — Пётр). За годы жизни на островах Амами Симао не только досконально изучил и нетривиально переосмыслил культурное наследие архипелага, но и во многом способствовал его возрождению и становлению там системы образования в годы послевоенной разрухи, став инициатором создания и первым заведующим префектуральной библиотеки Амами.

### Последние годы жизни
В 1976 году Симао сложил с себя полномочия заведующего библиотекой и всей семьёй перебрался с островов Амами в город Ибусуки (префектура Кагосима), где непродолжительное время проработал в Женском краткосрочном университете Непорочного Сердца Пресвятой Девы Марии. В 1977 году переехал в Тигасаки (префектура Канагава), прожив там до 1983 года, когда снова вернулся в Кагосиму, где и провёл последние годы жизни. Скончался 12 ноября 1986 года не приходя в сознание после кровоизлияния в мозг.

## Очерк творчества
Первые художественные произведения Симао, написанные им в послевоенный период, посвящены косвенному осмыслению писателем его военного опыта. Другой ключевой темой его творчества, наиболее ярко выраженной в автобиографическом произведении «Жало смерти» (яп. 死の棘 си но тогэ, 1960—1977), стало безумие — результат спровоцированной изменой Симао душевной болезни его супруги Михо, с которой он познакомился и обвенчался на островах Рюкю. «Жало смерти» считается главной работой Симао. Название отсылает к цитируемым в 1-е послании к Коринфянам (15:55) Апостолом Павлом словам из Книги пророка Осии (13:14): «Смерть! где твоё жало? ад! где твоя победа?». Также Симао принадлежит разработка в более чем 200 эссе понятия «Японезии» (яп. ヤポネシア), выражающего самобытность Амами и остров Рюкю.

## Экранизации и оммажи
В 1999 году Александром Сокуровым был снят документальный фильм «Dolce, нежно», посвящённый писателю и его вдове. «Жало смерти» было экранизировано в 1990 году режиссёром Кохэем Огури.

## Награды
- 1950: Премия авторам послевоенной литературы за «Отъезд с одинокого острова» (出孤島記)
- 1961: Премия министерства просвещения Японии за рассказ «Жало смерти» (死の棘)
- 1964: Премия Майнити за «Силуэт за стеклянной дверью» (硝子障子のシルエット)
- 1977: Премия Танидзаки за «День за днём» (日の移ろい)
- 1977: Премия «Ёмиури» и Большая японская литературная премия за цикл «Жало смерти[яп.]» (яп. 死の棘)
- 1981: Премия Японской академии искусств
- 1983: Премия Кавабаты за рассказ «В бухте» (湾内の入江で)
- 1985: Премия Номы за повесть «Студент с торпедного катера» (魚雷艇学生)

## Основные сочинения

### Проза
- Лжестудент (贋学生, 1950)
- День во сне (夢の中での日常, 1956)
- Край острова (島の果て, 1957)
- Жало смерти (死の棘, рассказ, 1960)
- На остров (島へ, 1962)
- Несостоявшийся отъезд (出発は遂に訪れず, 1964)
- Сокращение дня (日のちぢまり, 1965)
- На острове (島にて, 1966)
- Связь дней (日を繋けて, 1968)
- Вереница снов (夢の系列, 1971).
- Силуэт за стеклянной дверью (硝子障子のシルエット, 1972)
- Отбытие с острова (出孤島記, 1974)
- Изо дня в день (日の移ろい, 1976)
- Изгнание бесов (鬼剥げ, 1976)
- «Жало смерти[яп.]» (яп. 死の棘, цикл рассказов, 1977)
- Водоворот под луной (月下の渦潮, 1980)
- Осколки снов (夢屑, 1985)
- Студент с торпедного катера (魚雷艇学生, 1985)
- Снова день за днём (続 日の移ろい, 1986)
- Посреди прозрачного времени (透明な時の中で)
- Синъё выходит в море (震洋発進, 1987)
- Песнь побережья (はまべのうた) / Давным-давно (ロング・ロング・アゴウ). Издано посмертно в 1992 г.

### Поэзия
- Избранные стихотворения (島尾敏雄詩集, 1987)

### Дневники
- Записи снов (記夢志, 1973)
- Дневник снов (夢日記, 1978)
- Отрывки из дневника (日記抄, 1981)
- Дневник «Жала смерти» (「死の棘」日記, 2005, издан посмертно Михо Симао)

### Эссе, исследования, поэзия
- Радости и невзгоды жизни на оторванном от мира острове. Письма с Надзэ (離島の幸福・離島の不幸 名瀬だより, 1960)
- Заметки о несюрреалистическом сюрреализме (非超現実主義的な超現実主義の覚え書, 1962)
- Мой путь в литературе (私の文学遍歴, 1966)
- Взгляд с южных островов (琉球弧の視点から, 1969)
- Сказки Тохоку и Амами (東北と奄美の昔ばなし, 1972, с илл. Синдзо Симао)
- Полное собрание нехудожественных произведений в 6 тт. (島尾敏雄非小説集成 全6巻, 1973)
- Японские писатели (日本の作家, 1974)
- Следуя за тенью снов. Записки о путешествии по Восточной Европе (夢のかげを求めて―東欧紀行)
- Культура Амами (奄美の文化, ред., 1976)
- Введение в Японезию (ヤポネシア序説, ред., 1977)
- Попытка автопортрета. Симао Тосио о самом себе (試みの自画像 島尾敏雄による島尾敏雄, 1981)
- Избранные эссе о послевоенной литературе (戦後文学エッセイ選10, 2007)
- Фольклор Амами (奄美の伝説, совместно с Михо Симао и Эйкацу Табата, 1977)

### Беседы и выступления
- Путешествие в себя (内にむかう旅, 1976)
- Сны и реальность. Шесть бесед с Кунио Огава (夢と現実 六日間の対話 小川国夫, 1976).
- Мысли о Японезии (ヤポネシア考, 1977)
- Опыт камикадзе и послевоенное время. Беседы с Мицуру Ёсида (対談特攻体験と戦後 吉田満, 1978).
- Милитаризм в мирное время (平和の中の主戦場, 1979)